# ブルース・リ
ブルース・リ（英語表記：Bruce Le、中国名：呂小龍、1950年6月5日 - ）は、香港の俳優、映画監督、プロデューサー。本名は黄建龍（英語表記：Wong Kin Lung）、ブルース・リーのソックリさん俳優として有名。
ソックリさんの中では一番体格が似ていると言われる（拳には「拳ダコ」も確認出来る為、何らかの武道にも長けているようである）。
また、ブルース・リー急逝後の「ソックリさんブーム」当初から現在までに、最も多くの「ソックリさん映画」を製作した事でも知られている。後に呂小龍製作公司という映画製作会社を設立した。

## 出演作品
- 中国超人インフラマン (1975)
- 複製（クローン）人間ブルース・リー/怒りのスリー・ドラゴン（英語版） (1982) - ドラゴン・リー、ブルース・ライと共演。
- 死亡魔塔 - 日本未公開
- ブルース・リの復讐 (1985) - 兼監督
- 従軍慰安婦2 (1992) - 兼監督・脚本